# Franz Rüsche
Franz Rüsche (* 28. März 1888 in Bleche, Kreis Olpe; † 16. April 1971 in Paderborn) war ein deutscher römisch-katholischer Priester, Theologe, Philosoph und Psychologe. Als Philosophieprofessor wirkte er jahrzehntelang an der Philosophisch-Theologischen Akademie in Paderborn.

## Leben
Nach seinem Abitur am Gymnasium Theodorianum studierte Franz Rüsche Philosophie und Theologie in Paderborn, München und Münster. Ab 1907 war er Mitglied der katholischen Studentenverbindung KDStV Aenania München. Am 7. April 1911 wurde er von Bischof Karl Joseph Schulte in Paderborn zum Priester geweiht. Anschließend war er sechs Jahre lang als Vikar in der St.-Norbert-Gemeinde in Merseburg und anschließend in  gleicher Funktion für weitere sechs Jahre in der Gemeinde St. Gervasius und St. Protasius in Altenrüthen tätig. Parallel dazu setzte er sein Studium der Philosophie und der Psychologie zunächst an den Universitäten in Leipzig und Halle fort. 1916 promovierte er an der Universität Münster zum Doktor der Philosophie und einige Jahre später in Tübingen zum Doktor der Theologie.
1924 war Franz Rüsche Kaplan am Campo Santo Teutonico in Rom. Nach seiner Rückkehr nach Paderborn wurde er 1925 Direktor des Leokonvikts. Am 15. Oktober 1927 wurde er zum Professor der Philosophie an der Philosophisch-Theologischen Akademie ernannt. In seiner Veröffentlichung Blut und Geist aus dem Jahr 1937 übte er Kritik an der durch das NS-Regime vorgenommenen Einteilung in „nordische Menschen“ auf der einen Seite und „Tiere, Halbtiere oder Untermenschen“ auf der anderen Seite. Daraufhin wurde das Werk verboten.
Am 1. Oktober 1963 wurde Franz Rüsche emeritiert.

## Auszeichnungen
Für seine Verdienste um die Priesterausbildung wurde Franz Rüsche 1952 zum Päpstlichen Hausprälaten ernannt.
In seinem Heimatdorf Bleche, heute ein Ortsteil der Stadt Drolshagen, ist die Ortsdurchfahrt (B 54) als Professor-Rüsche-Straße nach ihm benannt.

## Schriften
- Über die Einordnung neuer Eindrücke in eine vorher gegebene Gesamtvorstellung. Reinicke, Leipzig 1916.
- Blut, Leben und Seele. Ihr Verhältnis nach Auffassung der griechischen und hellenistischen Antike, der Bibel und der alten Alexandrinischen Theologen. Eine Vorarbeit zur Religionsgeschichte des Opfers. Schöningh, Paderborn 1930.
- Das Seelenpneuma. Seine Entwicklung von der Hauchseele zur Geistseele. Ein Beitrag zur Geschichte der antiken Philosophie. Schöningh, Paderborn 1933.
- Blut und Geist. Schöningh, Paderborn 1937.